# Stary Kamień (województwo mazowieckie)
Stary Kamień – wieś sołecka w Polsce położona w województwie mazowieckim, w powiecie płockim, w gminie Gąbin.
W czasach Królestwa Polskiego istniała gmina Kamień.
W latach 1975–1998 miejscowość administracyjnie należała do województwa płockiego.